# 南靖站
南靖站，位于中华人民共和国福建省漳州市南靖县山城镇雁塔村，是龙厦铁路上的高铁站，于2012年6月30日启用营运，由南昌铁路局龙岩车务段管辖。

## 車站構造
建筑整体造型由一大两小圆柱形的「土楼式」建筑构成，展现南靖土楼文化。

## 車站周邊
- 南靖车站派出所
- 漳州悠闲居休闲山庄
- 雁塔小学
- 漳州柏拉图宾馆
- 漳州西陵
- 东南海度假村
- 南靖县殡仪馆
- 中国邮政储蓄银行丰田营业所

## 歷史
- 2012年6月30日通车启用。

## 外部連結
- 中国铁路客户服务中心（页面存档备份，存于）